# 김윤태 (신학자)
김윤태(金允泰, 1960년 1월 22일~)는 대한민국의 신학자이며 백석대학교의 교수이다. 구원론과 칼빈연구에 전공학자이며, 한국복음주의 조직신학회 회장을 역임하였다. 2022년 한국개혁신학회 부회장이며, 한국복음주의 조직신학회 학회지 조직신학연구의 편집위원장을 역임하였다.

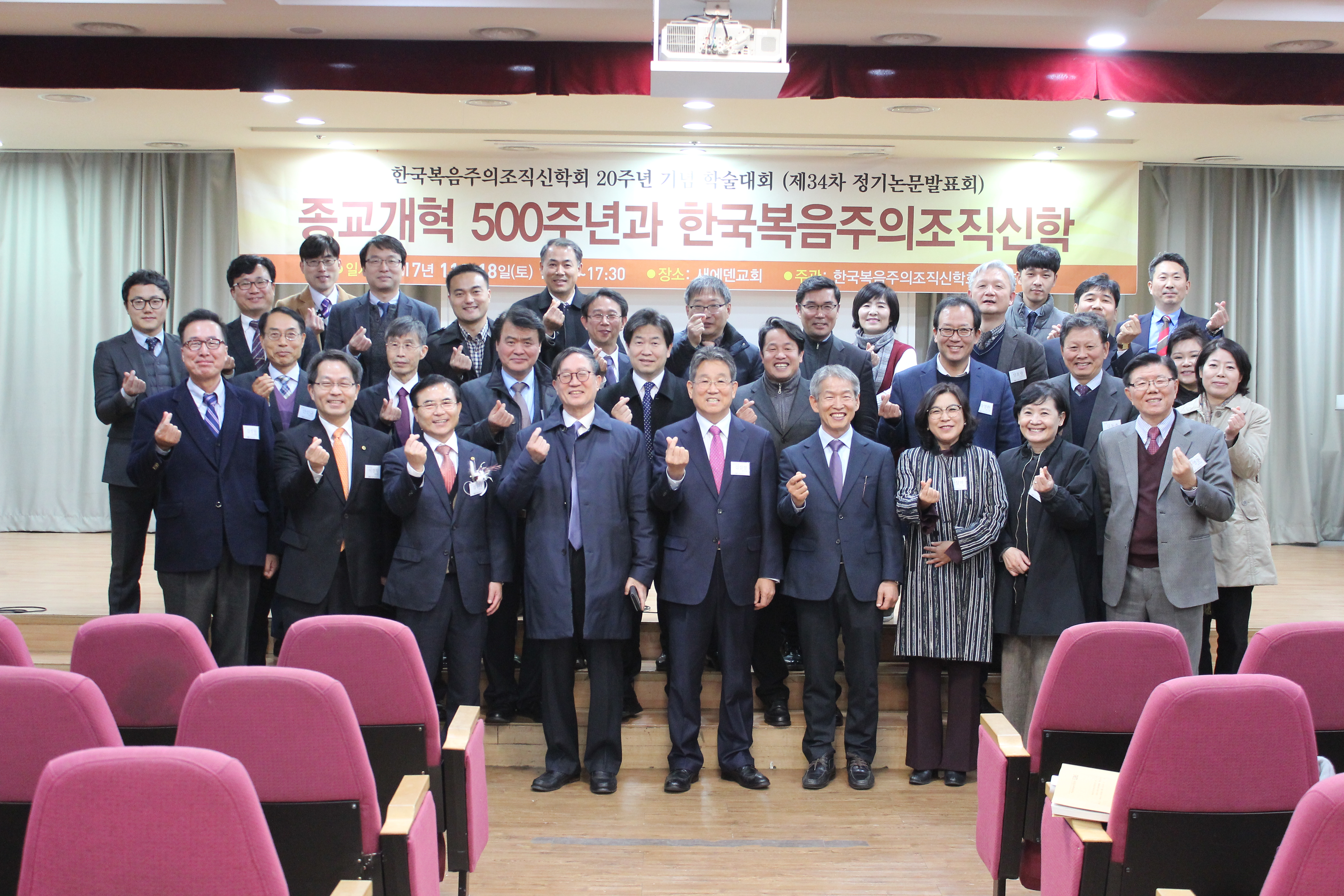
한국복음주의 조직신학회 20주년 행사 오후사진 2017년 11월 18일 장소는 새에덴교회

## 학력
- 중앙대학교 약학대학교
- 고려신학대학원
- St. John's College (노팅엄 대학교 Nottingham University)
- 백석대학교 기독교전문대학원

## 경력
- 현 한국개혁신학회 부회장(2018- )
- 한국복음주의 조직신학회 회장(2016~2018)
- 조직신학연구 편집위원장(2018-2020)
- (사)두리하나 이사 겸 운영위원장(현)
- 개혁주의 생명신학회 재무이사(현)
- 한국복음주의조직신학회 회계(역임)
- 기독교통일학회 이사(현)
- 백석대학교 조직신학 교수(현)
- 백석정신아카데미 개혁주의생명신학본부 연구위원(현)
- 백석신학교 교목실장(현)
- 두리하나 교회(백석총회) 협동목사(현)
- 두레교회(고신총회) 부목사 역임
- SFC(학생신앙운동) 서울지역 대표간사 및 전국 총무간사 역임
- KCC(북한자유를 위한 한국교회연합) 서울통곡기도대회 준비위원장 역임

## 논문
- "삼위일체 신학과 언약사상의 관점에서 본 칼빈의 신학원리"
- "현대 보편구원론"
- "언약신학의 관점에서 본 웨슬레 감리교의 구원의 확신 이해"
- "칼빈과 언약신학"
- "미전도인의 구원의 문제에 대한 John Sanders의 입장"
- “미전도인의 구원 문제에 대한 복음주의 신학계의 연구 동향”
- "칼 바르트(K. Barth)와 보편구원론의 문제“
- “칼빈의 영성: 하나님을 아는 지식으로서의 경건”
- “신학은 학문인가?-칼빈의 <기독교강요>의 빛에서 본 개혁주의생명신학의 ‘신학’ 이해”

## 같이 보기
- 한국복음주의조직신학회
- 한국개혁신학회